# Polski orzeł wojskowy

Współczesny orzeł Wojsk Lądowych

Polski orzeł wojskowy (pot. orzełek) – symboliczny znak żołnierza polskiego stanowiący stylizowaną odmianę godła państwowego.

## Geneza

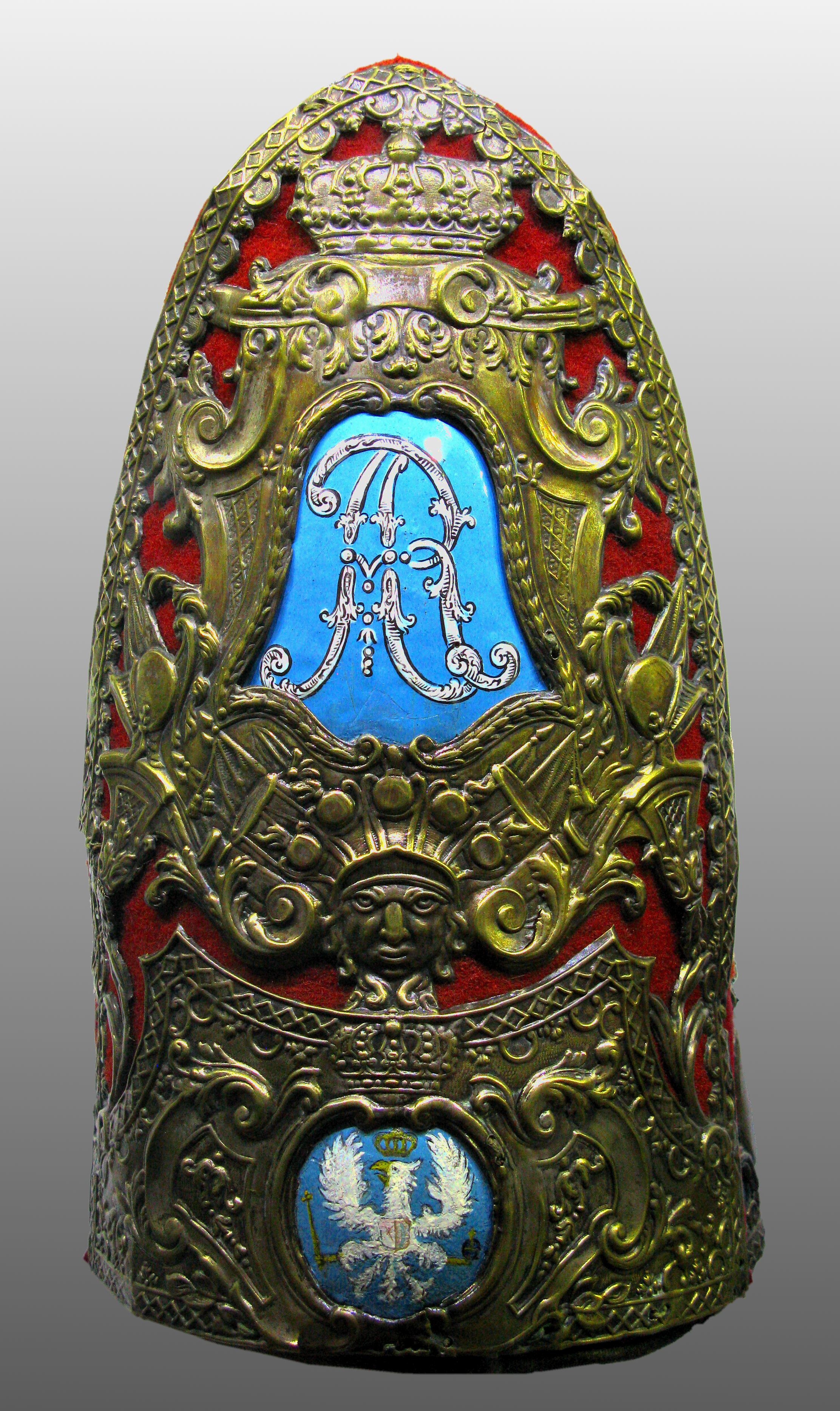
Grenadierka oficera gwardii pieszej koronnej 1697–1733

Pierwowzorem orła wojskowego są dawne znaki rodowe umieszczane na herbach rycerskich. Najliczniejszą grupę reprezentowały wówczas herby wyobrażające strzałę, podkowę, półksiężyc, gwiazdę, topór lub pierścień. Rycerze tego samego oddziału nosili jednakowe znaki rozpoznawcze, a dowódcy wyróżniali się dodatkowym emblematem – zwanym klejnotem. Władcy Polski, począwszy od Króla Polski Władysława Łokietka, stosowali klejnoty wyobrażające znak orła z podniesionymi ku górze skrzydłami.
Pierwsze orły na czapkach wojskowych wprowadził król August II Mocny. Zostały one umieszczone na kaszkietach grenadierskich gwardii pieszej koronnej. Oficerowie gwardii nosili orły białe, z saskim herbem na piersiach, na niebieskim tle, a żołnierze tłoczone z mosiądzu. Ponadto nad orłem umieszczono biało-niebieskie inicjały królewskie AR.
W ramach reformy mundurowej z 1764 roku zastosowano w husarii, oddziałach pancernych i lekkiej jeździe oznaki metalowe w formie tarcz z inicjałami królewskimi SAR. Wydane 11 marca 1791 rok przepisy mundurowe wprowadziły dla wszystkich żołnierzy orła blaszanego z monogramem królewskim. Orzeł w tej wersji jest dość nieregularny i ma rozwarte skrzydła z przechylonym w bok korpusem.
Umieszczenie orła na czapkach doprowadziło do zmiany ceremoniału wojskowego. Do tej pory oddawano honory przez ukłon i zdjęcie kapelusza, a teraz prezentowano broń i przykładano rękę do daszka czapki.

## Okres rozbiorów

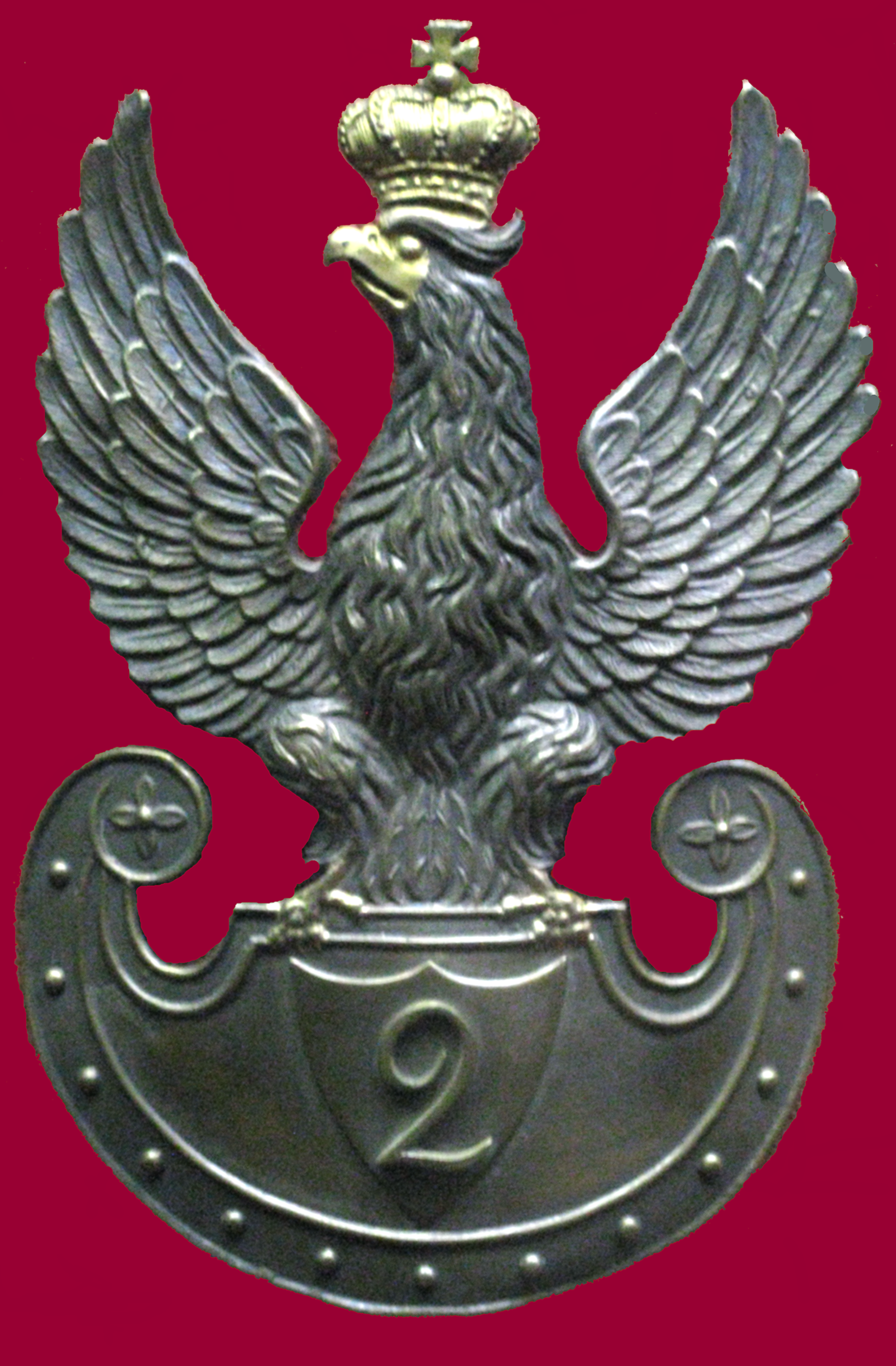
Orzeł 2 Pułku Piechoty Liniowej Królestwa Polskiego

W Księstwie Warszawskim orzeł nie był powszechnie stosowanym znakiem żołnierza, ale po 1809 roku coraz częściej pojawiał się na czapkach wojskowych.
16 marca 1807 roku Komisja Rządząca ustaliła wzór i kształt grotów z orłami do sztandarów wojskowych. Zatwierdzone w marcu 1807 roku przepisy mundurowe określiły wzór orłów na ryngrafach oficerskich i czapkach wojskowych. W nawiązaniu do tradycji starożytnej Grecji zastosowano tarczę amazonek, czyli półokrągłą blachę, zakładaną z przodu czapki pod orłem. Na jej powierzchni nanoszono symbole wojskowe oraz numery pułków. Wprowadzono też guziki wypukłe z orłem wojskowym.
Przepisy ubiorcze z 3 września 1810 roku wprowadzały orła białego i żółtą blachę. W artylerii orzeł wspierał się na skrzyżowanych lufach armatnich. Żołnierze Legii Północnej nosili blachę żółtą w kształcie półksiężyca, a grenadierzy dodatkowo oznaki dwóch granat.
W Korpusach Kadetów w Kaliszu i Chełmnie ustalono 19 sierpnia 1809 roku formę nagród w postaci złotych i srebrnych orłów. Wręczano je po zakończeniu egzaminów i były noszone na zielonej wstążce z lewej strony munduru.
W armii Królestwa Kongresowego ustawa konstytucyjna z 27 listopada 1815 roku zapewniała wojsku zachowanie poprzedniego koloru munduru i symboli narodowych. Opracowano nowy wzór orła wojskowego, który stał się obowiązującym znakiem we wszystkich rodzajach broni. Był on znacznie większy od dotąd używanych znaków. Szpony orła na stałe połączono z tarczą amazonek. Orły bez tarczy amazonek nosili artylerzyści, żandarmeria i kadeci.
Wzory orła armii Królestwa Kongresowego w powstaniu listopadowym dostosowywano do wielkości nakryć głowy. Piechota nosiła na stosunkowo niskich czapkach niewielkie orły przypięte do biało-czerwonych kokard. W pułkach kawalerii na tarczach orła umieszczano czasem nazwy jednostek.
W czasie Wiosny Ludów noszono na czapkach orły bez korony, zbliżone kształtem do znaków powstania listopadowego.
W oddziałach powstania styczniowego kształt orła określała Instrukcja mundurowa, opracowana przez Rząd Narodowy w maju 1863 roku. Przewidywała ona: „Czapkę rogatą granatową, wysoką na 5 cali, po lewej stronie klamrę z orłem białym w czerwonym polu, podpinkę skórzaną, daszek czworokątny, szeroki cali dwa, długi cali sześć”.

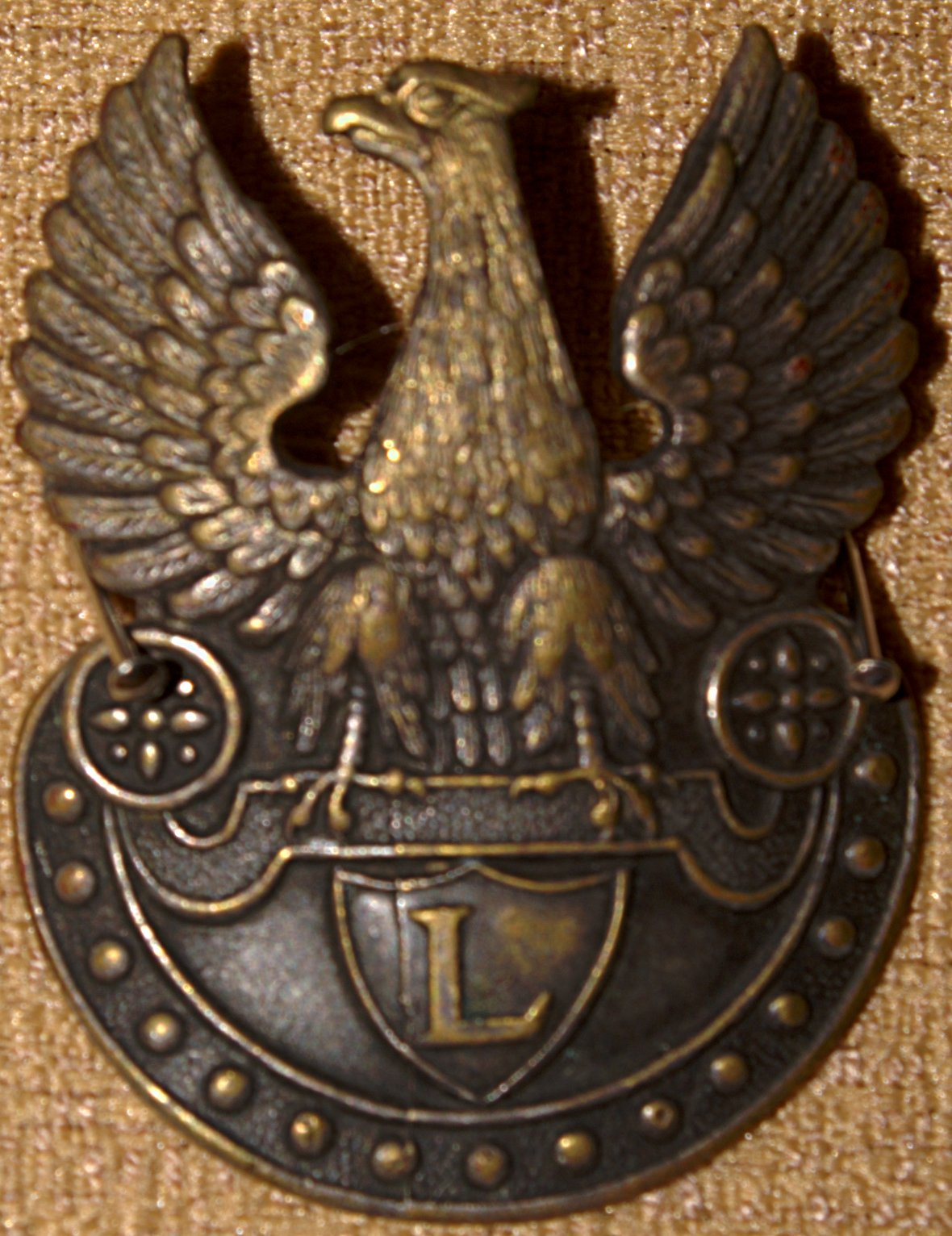
Orzeł legionowy

Polskie oddziały tworzone u boku armii państw zaborczych przyjęły orła przypominającego emblemat z okresu Królestwa Kongresowego. Był on jednak znacznie mniejszych rozmiarów. Orły strzeleckie i w I Brygadzie Legionów były bez korony, o braku korony zadecydował przypadek. Wzór na polecenie Piłsudskiego przygotował Czesław Jarnuszkiewicz, którego rodzina posiadała oryginalną sztancę z okresu Królestwa Kongresowego. Wzór Jarnuszkiewicz wykonał z kruchej blachy i korona się odłamała, czego nie zauważono. Na podstawie tego wzoru wykonano, później orzełki na czapki.
Nieco inaczej przedstawia sprawę Muzeum Wojska Polskiego:
„Nieco tajemnicza wydaje się być sprawa pozbawienia orła korony. Według relacji Czesława Jarnuszkiewicza projekt orła uległ zmianie w Zakładzie Grawerskim Czaplickiego na Rynku Starego Miasta w Krakowie, gdzie została mu odcięta korona. Inną wersję tego wydarzenia podaje major Kazimierz Wiśniewski, który powołując się na ustną relację autora projektu z 1917 roku głosił, że „projekt ten był wykonany z wosku. (...) po drodze do Komendanta Józefa Piłsudskiego ukruszyła się korona. (...) Komendant nie wnikając w szczegóły, widząc podpis Jarnuszkiewicza zatwierdził projekt”. Jest też trzecia wersja. Być może chodziło o nawiązanie do XIX-wiecznego rewolucyjno-patriotycznego nurtu, którego symbole narodowe – orły, pozbawione były korony.”
Na tarczy amazonek wytłaczano literę „S” lub „L”. W 1916 roku wprowadzono we wszystkich brygadach legionowych orła przypominającego wielkością i kształtem znak z powstania listopadowego.
W formacjach polskich na Wschodzie stosowano od 1918 roku białe orły z koroną. Ułani Legionu Puławskiego nosili orła umieszczonego na metalowym krążku o barwie srebrno-czerwonej.
W oddziałach Armii Polskiej we Francji orzeł był noszony na amarantowej kokardce. Miał na głowie koronę, a na tarczy amazonek numer pułku. Na naramiennikach noszono orły haftowane.

## II Rzeczypospolita

Orzełek Wojsk Wielkopolskich

W pierwszym okresie niepodległości Polski istniała duża różnorodność wzorów orła wojskowego. Dopiero w 1919 roku zaczął obowiązywać jednolity orzeł. Przepisy ubioru polowego Wojsk Polskich wprowadzały orła wojskowego nawiązującego do czasów Księstwa Warszawskiego i Królestwa Kongresowego. Charakteryzował się rozpostartymi do lotu skrzydłami i koroną. Wykonany z ciemno-oksydowanej blachy, o wysokości od dołu tarczy do szczytu korony 5 cm. Orzełek na czapce oficerskiej przypinano tak, aby potną częścią tarczy przykrywał górny sznurek naszyty dokoła otoka. Na czapce szeregowych zaś tak, aby tarcza orzełka wypadała na środku otoka. Na tarczy amazonek widniał numer pułku lub nazwa broni. Wzór orła bez tarczy amazonek zaczęto też nosić na barwnych patkach mundurów generalskich oraz na guzikach. Ponadto oficerowie Sztabu Generalnego mieli znak orła na kołnierzach kurtek.
Orzełek noszono także na obowiązujących wówczas hełmach francuskich wz. 1915. Przymocowany był do przedniej części dzwonu hełmu. Na innych typach hełmów do roku 1930 orzełki malowane białą farbą.
Od początku 1920 roku weterani powstania styczniowego nosili na czapkach orły z wypukłą złoconą literą „W” na piersi orła oraz również złoconą datą „1863” znajdującą się na tarczy amazonek.
W 1920 roku w Marynarce Wojennej wprowadzono dla szeregowych „orzełek biały metalowy, umieszczony na przedzie czapki, w środku nad wstążką. Na ryngrafie złota kotwica”. Podchorążowie nosili orzełki oficerskie wykonane z metalu, lecz bez wieńca z liści laurowych. Dla oficerów wprowadzono emblemat: orzełek haftowany srebrem, ryngraf ciemnogranatowy, na ryngrafie złotem haftowaną kotwicę oraz wieniec z liści laurowych. Również urzędnicy nosili takiego samego orzełka jak oficerowie, tylko zamiast wieńca laurowego na ryngrafie znajdowały się dwie skrzyżowane małe gałązki laurowe.

Orzeł Wojska Polskiego II RP

W 1927 roku zmieniono nieco kształt orła ogólnowojskowego i nie umieszczano już żadnych znaków na tarczy amazonek. Orły wykonywane były z metalu i oksydowane na stare srebro. Ich wysokość wahała się między 55 a 62 mm. Po 1930 roku rozpoczęto produkować orły na furażerki o wysokości 40 i 45 mm i nieco innym rysunku.
W 1933 roku określono warunki, jakim ma odpowiadać orzeł wzoru 1919. Instrukcja dopuszczała dokładność wymiarów (+ -) 5%.
Określała, że:
„Orzełek powinien być wykonany z blachy białego metalu (alpaki)o składzie chemicznym: niklu 14%, miedzi około 66% i cynku około 20%. Grubość blachy 0,9 mm”.
30 maja 1936 minister spraw wojskowych, generał dywizji Tadeusz Kasprzycki „wprowadził dla żołnierzy lotnictwa nową barwę munduru stalowo-niebieską oraz nowe typy niektórych przedmiotów umundurowania”. Jednym z nowych przedmiotów umundurowania był „orzełek na czapce dla żołnierzy lotnictwa wzoru dotychczasowego w obramowaniu skrzydeł husarskich”. Na czapkach oficerskich orzełek był haftowany nićmi metalowymi, oksydowanymi na stare srebro, na usztywnionej podkładce sukiennej. Na czapkach dla szeregowców orzełek był wykonany z białego metalu i oksydowany na stare srebro. Nowe godło symbolizowało zwycięstwa polskiej husarii spod Kircholmu i Wiednia.
W roku 1937 wprowadzono orły haftowane na sukiennej podkładce: szarą nicią dla szeregowców, srebrną – dla oficerów. Noszone byty na rogatywkach polowych furażerkach i beretach.
Orzeł haftowany na furażerkach był wzorowany na orle wprowadzonym do rogatywek polowych i beretów żołnierzy broni pancernych i zmotoryzowanych. Powinien być wyszyty na podkładce z sukna barwy ochronnej lub barwy beretu, kręconą przędzą barwy szaro-stalowej. Wymiary orła: wysokość 40 mm, szerokość 30 mm.

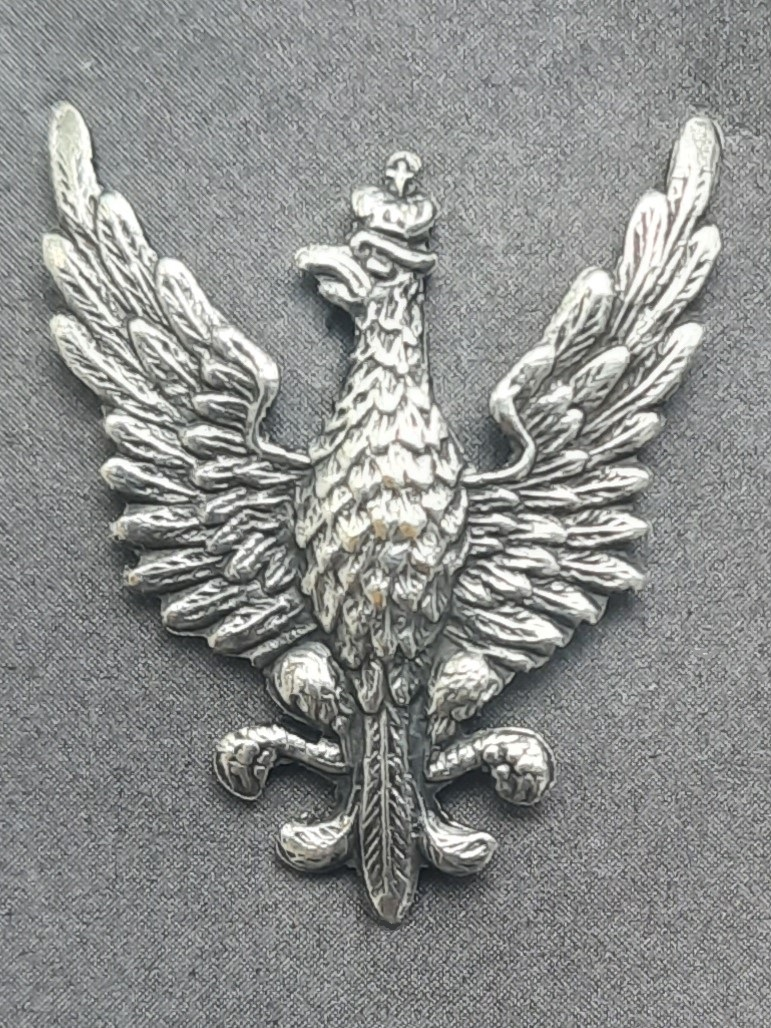
Orzeł na kołnierz munduru Wojska Polskiego II RP
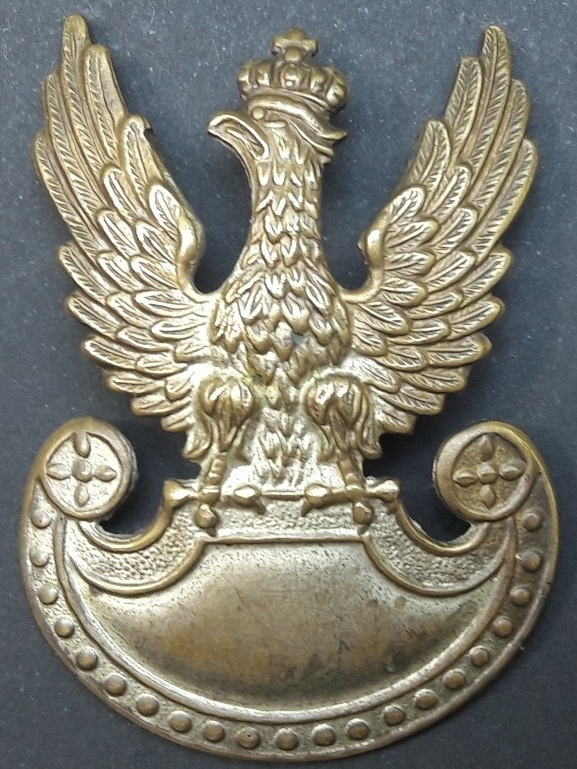
Orzeł na czapkę Wojska Polskiego II RP

## Okres okupacji

### Ruch oporu
Żołnierze Batalionów Chłopskich, wchodzących w skład Armii Krajowej, mieli na opaskach wizerunek orła na czerwonym pasie barw narodowych, między literami WP i AK. Na pasie białym widniały litery B. Ch. Żołnierze Armii Ludowej mieli opaskowe orzełki naszyte na podobieństwo tarcz szkolnych. AK-owcy rezygnowali przeważnie z orła na opasce, malując go za to jak największego i jak najbielszego na swych hełmach lub doczepiali do beretów ręcznie wycinanego z puszek od konserw lub zachowanego w domu przedwojennego orzełka garnizonowego.

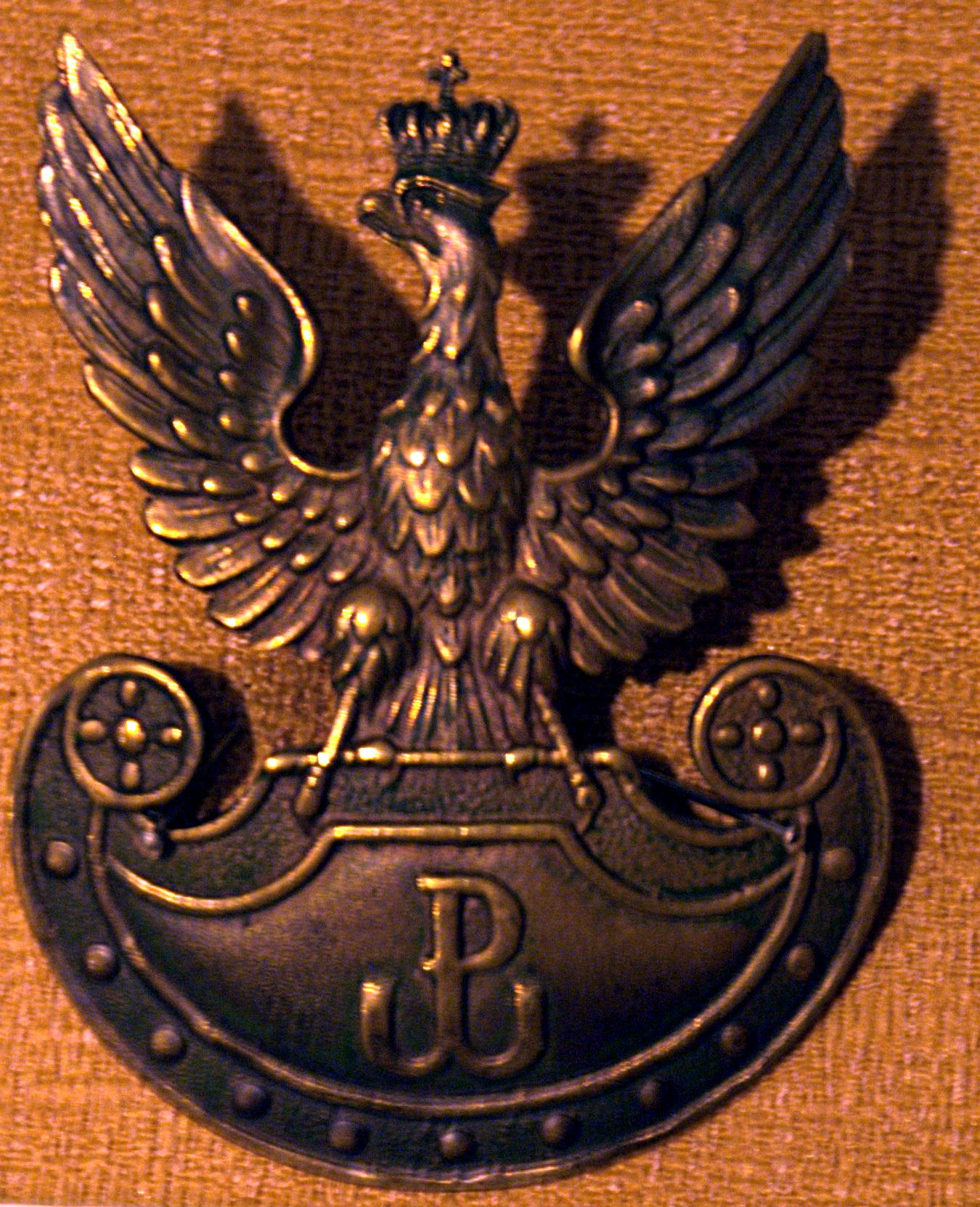
Orzeł Armii Krajowej (jeden z wariantów)
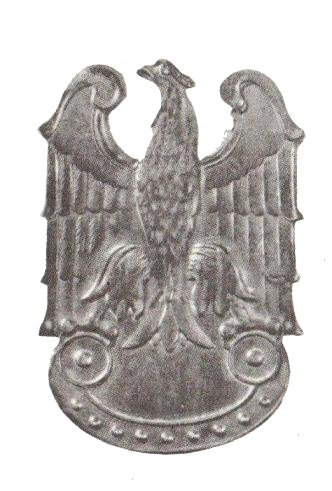
Orzeł Armii Ludowej

### Polskie Siły Zbrojne

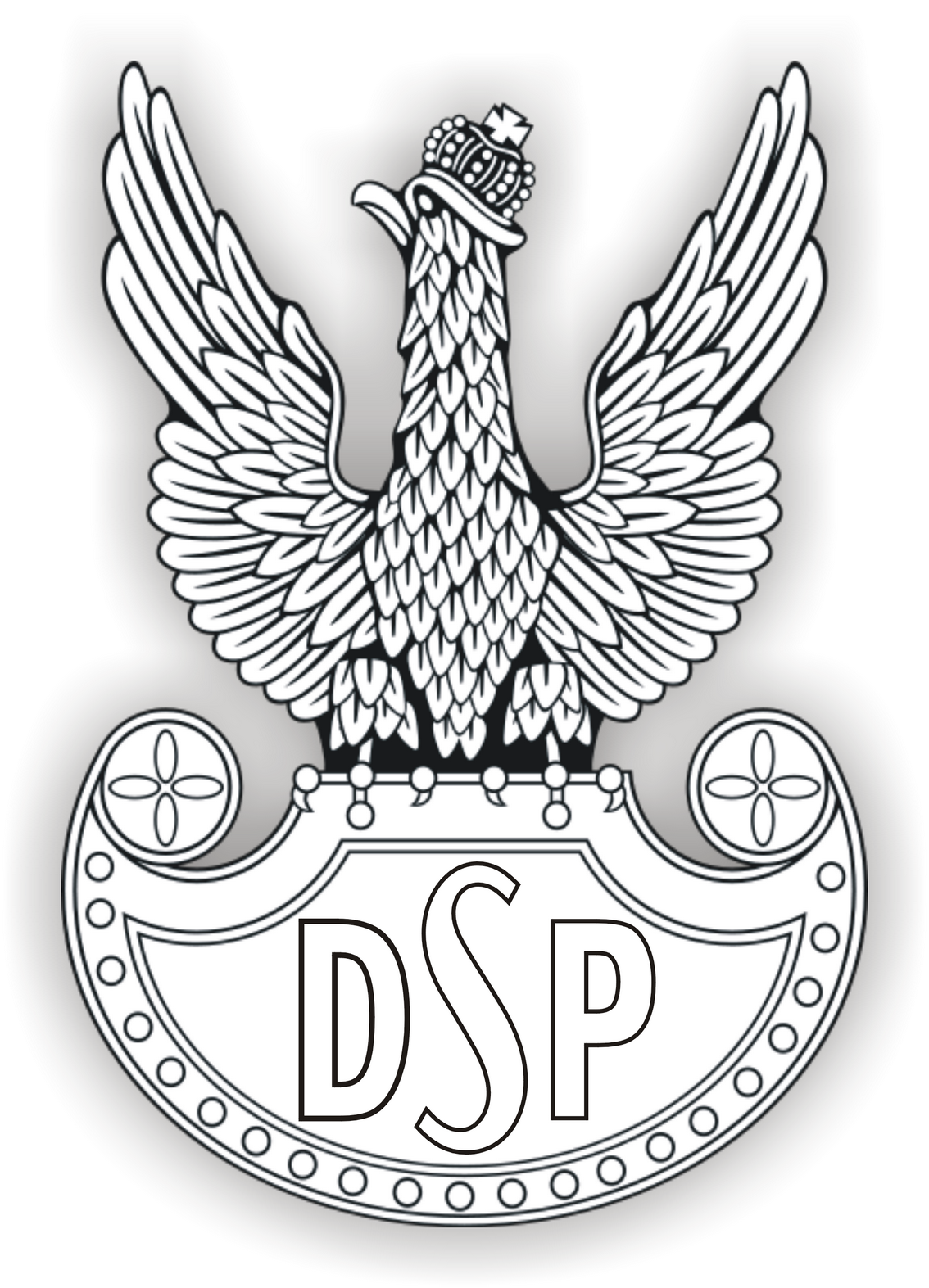
Orzeł 2 DSP

Żołnierze polscy we Francji początkowo nosili orły przywiezione z kraju lub wykonywane na własną rękę. Ostatecznie jako godło na nakryciu głowy żołnierzy Wojska Polskiego we Francji przyjęto orła z okresu międzywojennego.
Orzeł był wykonywany w różnych wersjach: metalowy – noszony na rogatywkach i furażerkach, malowany w kolorze jasnoszarym przez szablon – na hełmach, tłoczony jasnoszarą gumą na suknie koloru khaki – przyszywany do beretu. Stosowano też orły wyszywane na furażerkach oraz wycinane z sukna lub haftowane – na beretach. Pod koniec 1939 roku, dla potrzeb Wojska Polskiego we Francji wykonano orła z blachy srebrzonej i oksydowanej. Posiadał on koronę zamkniętą, bez krzyża, skrzydła z dwu warstw piór ostro wyciętych, znacznie oddalonych dolnymi brzegami od tarczy. Stał na wyprostowanych nogach, na spłaszczonej tarczy amazonek. Wysokość orła z tarczą wynosiła 53 mm, a samej tarczy 15 mm. Przestrzenie między nogami orła a rogami tarczy nie były wycięte. Na brązowych beretach żołnierze nosili orły tłoczone w szarej gumie, a na beretach khaki orły haftowane bez tarczy amazonek o wysokości 28 mm.
W 1941 roku, dowódca internowanej w Szwajcarii 2 Dywizji Strzelców Pieszych gen. Prugar-Ketling nakazał zastąpić orły z gumy, orłami z lekkiego oksydowanego stopu wykonanymi przez szwajcarską firmę Hugenin Freres z le Locie. Orła zaprojektował Bohdan Garliński. Był nieco mniejszy od przedwojennego, różni się rysunkiem piór i kształtem skrzydeł, a na tarczy amazonek ma inicjały „DSP”.
Żołnierze Polskich Sił Zbrojnych Wielkiej Brytanii nosili na nakryciach głowy orła, którego wzór opracowany został w Paryżu w 1940 roku. Wysokość orłów metalowych wahała się od 36 do 55 mm. Wykonywane były przeważnie z mosiężnej, posrebrzanej lub oksydowanej blachy, zdarzały się egzemplarze z mosiądzu i plastyku.
Na furażerkach noszono metalowe, oksydowane orły wojskowe, na beretach w zasadzie haftowane srebrną, szarą lub białą nicią, a na hełmach malowane olejną farbą. Oznaki stopni na furażerkach i beretach haftowano lub naszywano początkowo z lewej strony – oficerskie poziomo, podoficerskie pionowo, a od lutego 1943 roku lokowano je między orłem a skórzanym obszyciem dolnej krawędzi beretu

## Ludowe Wojsko Polskie

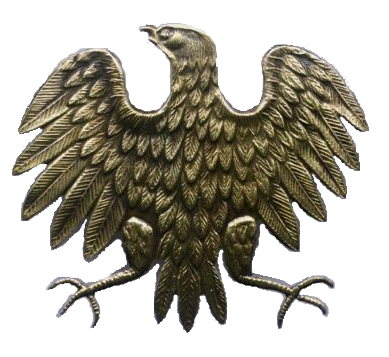
Orzeł wojskowy wz. 43 z okresu II wojny światowej

W Polskich Siłach Zbrojnych w ZSRR wprowadzono nowy wzór orła. Został on zaprojektowany przez Janinę Broniewską i był wzorowany na wizerunku orła z sarkofagu Władysława Hermana znajdującego się w katedrze w Płocku. W założeniach nawiązywał do tradycji piastowskich, stąd jego fałszywa nazwa „orzełek piastowski”, ale w rzeczywistości wizerunek z grobowca był neogotycki i powstał w 1824.
Nowo powstały orzełek nie miał tarczy amazonek ani korony. Został wykonany z patynowanego mosiądzu o wymiarach 4,5 na 5 cm. Wzornik orła datowany na 1 czerwca 1943 roku trafił do moskiewskich fabryk. Popularnie nazywany przez żołnierzy kuricą, kurą czy też wroną. Nie był lubiany przez żołnierzy, przez co niejednokrotnie na froncie wymieniali je na orzełki wz.19, czasem z odciętą koroną..
Pierwszą partię orłów wprowadzono oficjalnie rozkazem dziennym nr 39 z 12 lipca 1943 dowódcy Dywizji Kościuszkowskiej. Emblemat „orła kościuszkowskiego” noszono na czapkach i furażerkach. Malowany był na hełmach, broni ciężkiej i sprzęcie wojskowym. Stanowił godło na wszystkich sztandarach wykonanych w ZSRR. Według regulaminu miał być noszony do końca 1944 roku, choć w użyciu pozostawał częściowo jeszcze do 1947/48 r.
Później pojawił się jeszcze na odznakach Wielkopolskiego Krzyża Powstańczego w 1957, Medalu „Za udział w walkach w obronie władzy ludowej” potocznie zwanego „medalem utrwalaczy” w 1983 i Krzyżu Bitwy pod Lenino w 1988.

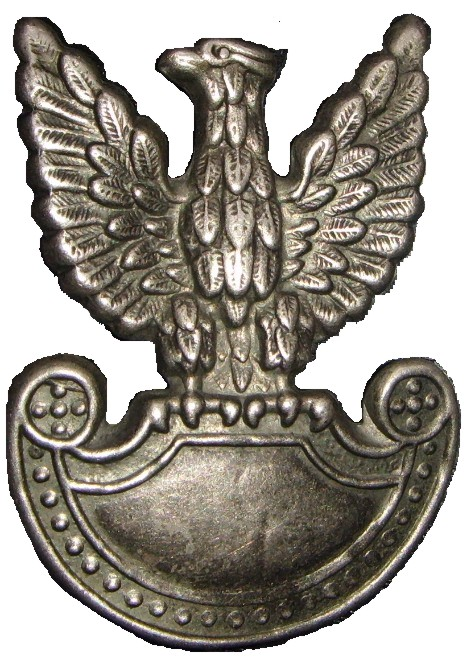
Orzeł wojsk lądowych z okresu PRL

1 stycznia 1945 roku Naczelny Dowódca WP wydał rozkaz, którym wprowadził wzór orła wojskowego z okresu Królestwa Polskiego i powstania listopadowego, ale bez korony. Na czapkach generalskich był on metalowy, a na kołnierzach kurtek i płaszczach haftowany srebrnym bajorkiem. Szpony i dziób orła tkano złotem. Dla pozostałych oficerów i żołnierzy wprowadzono na czapkach orła z białej blachy lekko oksydowanej.
Orzełek wojsk lotniczych – wizerunek orła stojącego rozwartymi nogami na rozetkach rogów tarczy amazonek, po bokach na wysokości samego orła stylizowane skrzydła husarskie.

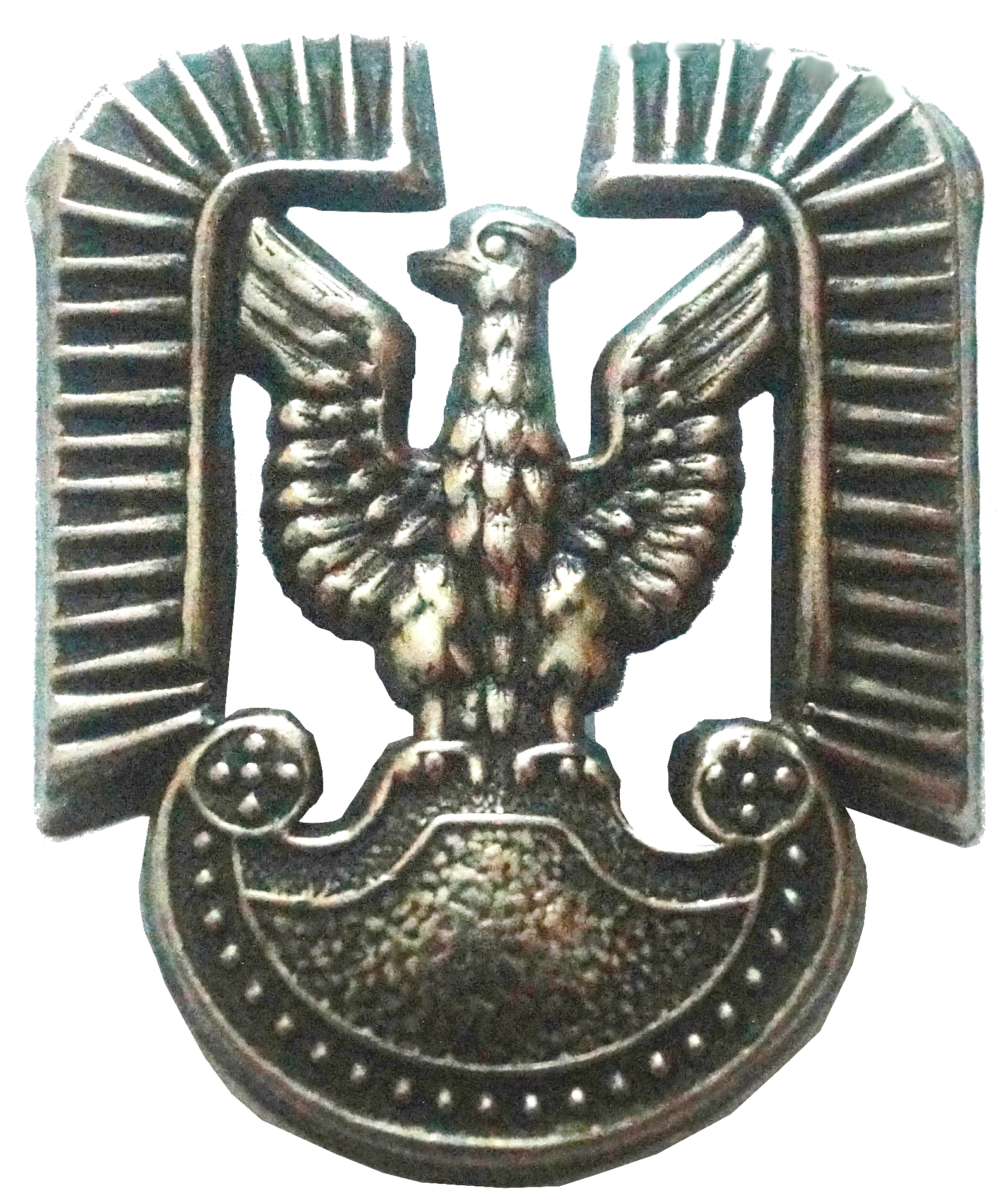
Orzeł wojsk lotniczych
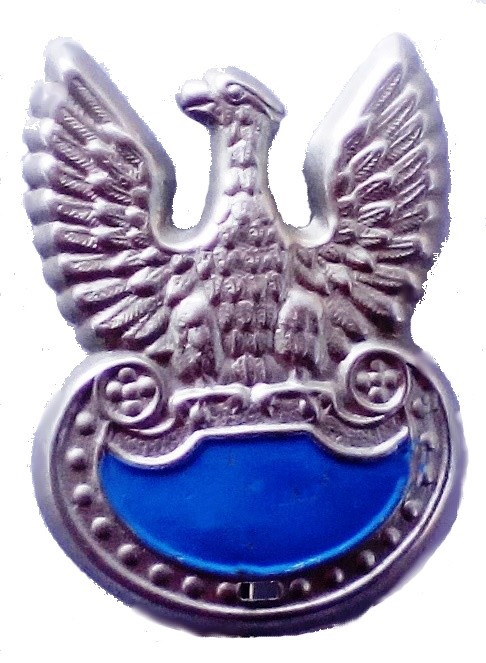
Orzeł marynarki wojennej

## Siły Zbrojne Rzeczypospolitej Polskiej

Orły poszczególnych rodzajów SZ RP
(wojsk lądowych, sił powietrznych, marynarki wojennej, wojsk specjalnych i wojsk obrony terytorialnej)

Orłami wojskowymi w Siłach Zbrojnych Rzeczypospolitej Polskiej są orły ukształtowane przez tradycję siły zbrojnej narodowej.
Orłem Wojsk Lądowych jest orzeł w koronie zamkniętej, ze wzniesionymi skrzydłami, głową zwróconą w prawo, siedzący na tarczy amazonek. W Siłach Powietrznych orzeł otoczony jest stylizowanymi skrzydłami husarskimi, a w Marynarce Wojennej tarcza amazonek jest koloru niebieskiego z umieszczoną złotą kotwicą i liną zwiniętą w kształcie litery „S”. Orzeł Wojsk Specjalnych RP posiada tarczę amazonek koloru czarnego. Orzeł Wojsk Obrony Terytorialnej posiada na tarczy amazonek złocony znak Polski Walczącej.

Na czapce
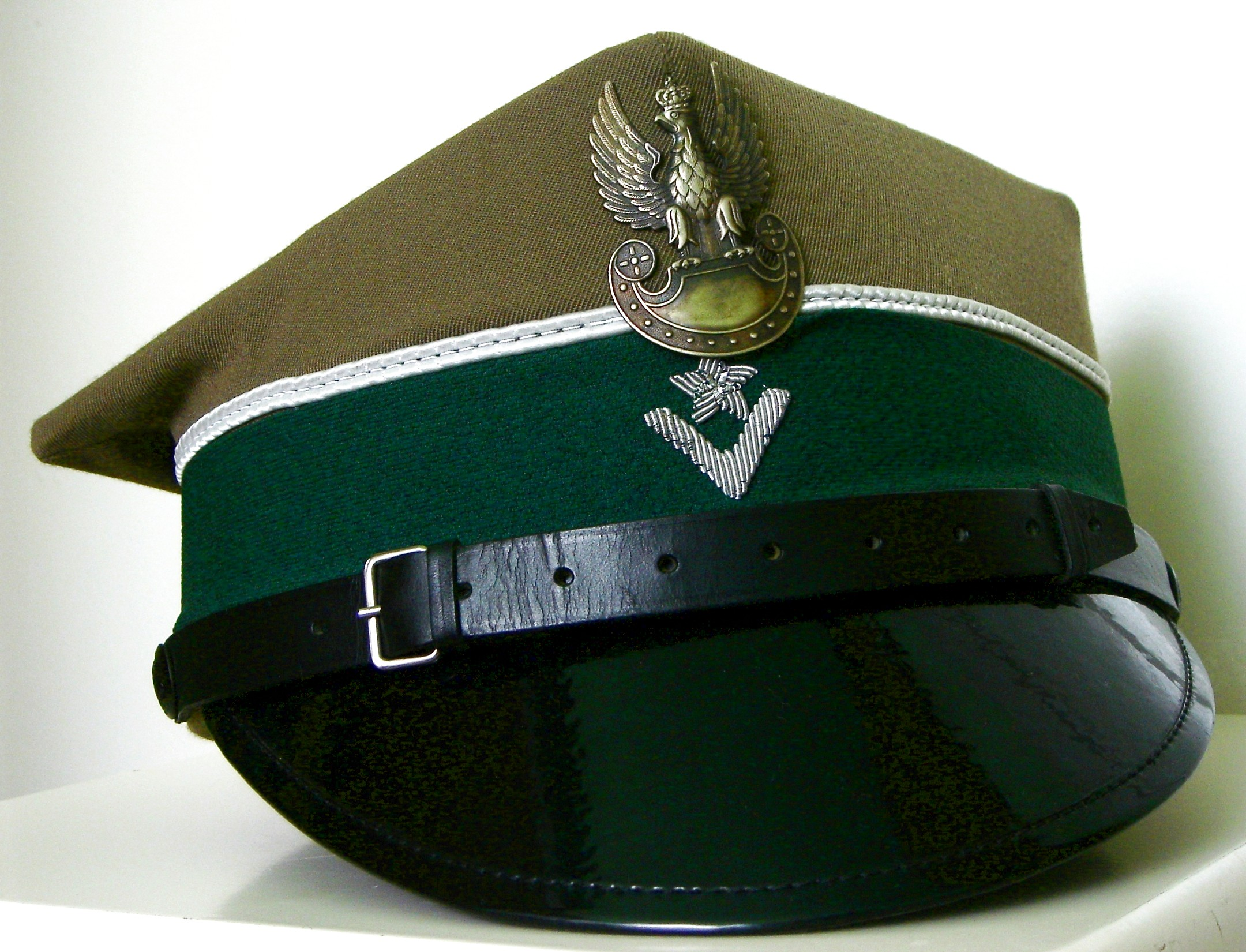
Na rogatywce
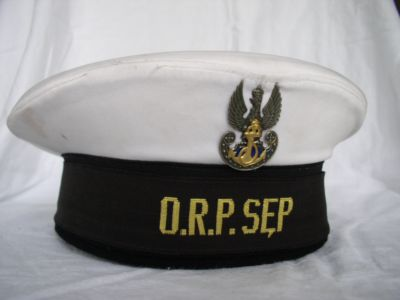
Na czapce marynarskiej